# Los amantes de Estocolmo
Los amantes de Estocolmo es una novela del escritor chileno Roberto Ampuero publicada en 2003. Durante el año de su publicación se vendieron 17 mil copias, que lo acreditaron como el escritor más vendido en Chile el 2003 Ampuero ha explicado la novela de la siguiente forma: "(La novela) intenta hablar de un tema que existe (infidelidad), que está en el ambiente, que es como un fantasma, del cual nadie quiere hablar de forma directa y clara. Se lo toca por lo general como rumor, las parejas no enfrentan el tema en el momento adecuado, es como algo a lo que se le teme, pero que existe"
El diario argentino Página 12 elogió la novela, el crítico Juan Pablo Bertazza escribió en este periódico: "Esta novela verdaderamente adictiva se inmiscuye de manera interesante en un tema trillado... Tal como lo hizo en su novela 'El caso Neruda', Ampuero le retuerce el cuello al género con sus particulares innovaciones... Esta novela de clima frío pero lectura caliente hace foco en la fascinación radical y peligrosa que puede generar la literatura"

## Trama
Cristóbal Pasos es un escritor chileno que reside en Estocolmo junto a su esposa, Marcela, quien es hija de un alto funcionario militar la dictadura de Pinochet. La novela, ambientada a mediados de los 90, narra la historia en primera persona de Cristóbal, quien acaba de enterarse por su empleada doméstica, Boryena, que su vecina, María Eliasson, ha fallecido, se ha suicidado. Junto con ello Cristóbal narra haber encontrado una prendas íntimas de su mujer que al parecer no estaban destinadas para él. Ambas historias comienzan a entrecruzarse, mientras Pasos escribe una novela sobre la base de lo que está viviendo; empieza a sospechar del marido de María, Markus, en parte influenciado por Boryena, que había trabajado para los Eliasson, y comienza a convencerse de que su mujer está engañándolo con otro hombre.